# にんにん忍たま音頭
「にんにん忍たま音頭」（にんにんにんたまおんど）はSAY・S&忍たまファミリーの楽曲で『忍たま乱太郎』の1996年のエンディングテーマである。

## 収録アルバム
- 『忍たま乱太郎 オリジナル・サウンドトラック (1993)』（1993年発売）
- 『忍たまテーマソング コレクション』（1996年発売）
- 『忍たまスーパーベストテーマ集』（1999年発売）
- 『SAY・S ベスト』（2002年発売）
- 『忍たま乱太郎 20th アニバーサリーアルバム オープニング&エンディング集』（2012年発売）
- 『忍たま乱太郎 30 years anniversary THE BEST SONGS』(2022年発売)

## 曲の詳細
1. にんにん忍たま音頭 [4:05]
作詞：秋元康、作曲・編曲：馬飼野康二
  - NHK教育アニメ『忍たま乱太郎』1996年 エンディングテーマ
  - 劇場版アニメ『映画 忍たま乱太郎』エンディングテーマ
  - アニメーションは、月曜日は「DON’T MIND涙」などと同じ映像を使用しているが、当初から第4期100話までは月曜以外はイラスト紹介を行わずに乱太郎たちが盆踊りを踊るアニメーション(1996年に公開された劇場版第1作のEDのTVサイズ。曲のクレジット、歌詞テロップは表示されるが、キャスト・スタッフのクレジット及びイラスト紹介はなし）を使用している。同期第101以降は従来のフォーマットに戻った。なおサビの部分は前者が4番、後者が1番のものを使用している。第10期20話「低みの見物の段」では挿入歌として使用された。